# Oviedo
Oviedo o Uviéu (en castellà i en asturià, tots dos oficials) és una ciutat i municipi asturià d'origen medieval fundat al segle viii, capital del Principat d'Astúries. És, a més, la capital comercial, de negocis, i el centre administratiu i universitari de la regió. El 2007 tenia 224.000 habitants en el municipi i 200.000 en la ciutat. Emigrants del municipi emprenedors van batejar amb aquest mateix nom tres ciutats americanes: una al Paraguai, una a la República Dominicana i una als Estats Units d'Amèrica.

## Història
La llegenda diu que el rei Fruela va sortir de caça amb els seus amics i es van aturar a menjar en un lloc considerat com a idíl·lic, més o menys on es troba avui enclavada la ciutat d'Oviedo. Al llarg de la conversa li van demanar: «En quin lloc vas a començar a construir la ciutat que serà la cort?», i el rei hauria respost en llatí: «Ubi edo» que vol dir, «on menjo».
La ciutat d'Uviéu va sorgir sobre un pujol en llatí medieval es deia Ovetao o Oveto. El seu fundador va ser el rei asturià Fruela, fill d'Alfons I, que va regnar des del 757 al 768.
A no gaire distància de la vella civitas romana de Lucus Asturum, l'any 761 el monjo prevere Màxim i el seu nebot Fromistano van fundar un monestir a la vora de la via romana que unia Lleó-Payares-Lugo de Llanera i posteriorment hi van erigir una ermita en honor del màrtir sant Vicenç d'Osca. Poc temps després dues dotzenes de monjos es van ajuntar al projecte colonitzador i van transformar el llogaret en monestir, tal com consta en l'acta fundacional signada el 25 de desembre de l'any 781. Fromistana va ser el primer abat. Va obtenir seguidament la protecció del rei Fruela I, que va triar el lloc com residència de Munia, la seua dona, i hi va nàixer el seu fill Alfonso II, conegut com «el Cast».
Més tard, el fill de Fruela, Alfons II el Cast hi va traslladar la capital del regne d'Astúries i va convertir Oviedo en seu episcopal. A més la va fortificar i va dotar de palaus, esglésies i altres estructures com un aqüeducte (avui desaparegut). Durant el seu regnat, el 812, es va descobrir en Compostel·la una tomba que es va atribuir a l'apòstol Sant Jaume i aquest rei va ser el primer a visitar la tomba eixint d'Oviedo, amb la qual cosa Alfons II el Cast va ser el primer pelegrí a Santiago de Compostel·la i es va inaugurar el primer camí de pelegrins. Donat els contactes amb la cort de Carlemany, va començar a fluir des del seu regne un riu de pelegrins que entrebanquen pels Pirineus i pel nord anaven fins a Oviedo i d'ençà cap a Santiago. Aquest camí nord és la ruta més antiga dels pelegrins a Santiago de Compostel·la. Els primers pelegrins feien servir aquesta via per mor del fet que més al sud el camí no era gaire segur en aquella època perquè es tractava d'un territori que, malgrat haver estat recuperat dels andalusins, sovint hi havia incursions de moros. De fet, el camí del sud és posterior, ja que només els reis posteriors van poder desplaçar als musulmans fins a més enllà del Duero.

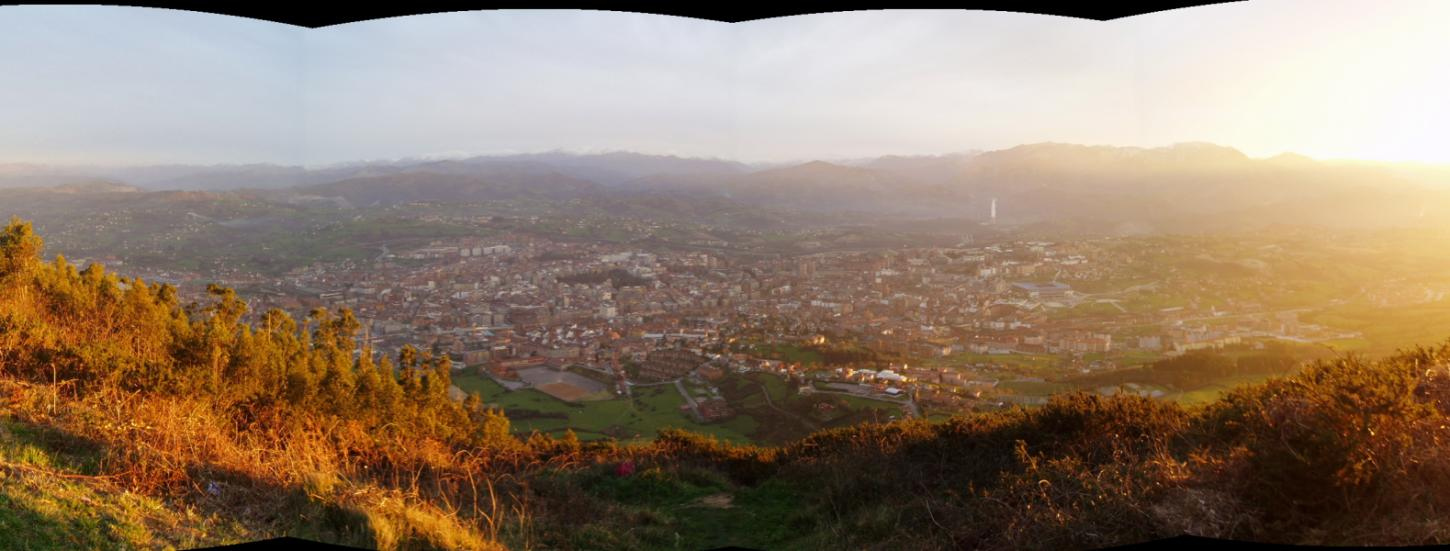
Foto panoràmica d'Oviedo des de la muntanya de Naranco

L'any 1075 va visitar Oviedo en qualitat de pelegrí el rei de Lleó i de Castella, Alfonso VI. Va obrir solemnement l'Arca Santa a l'església de San Salvador, que contenia moltes i bones relíquies que havien estat amagades a la muntanya de Monsacro, arran de la invasió andalusina. A partir d'aquest fet, Oviedo i les relíquies van ser internacionalment famoses, fins al punt que els pelegrins que anaven a Santiago de Compostel·la es desviaven a Lleó i anaven cap al nord per a fer-hi una aturada venerar les relíquies asturianes. De fet hi ha un refrany antic que diu «Qui va cap a Santiago i no a Sant Salvador, visita al serf i deixa al Senyor», indicant per tant que Oviedo era ruta obligada per als pelegrins del camí.
El rei Joan I, el 1388, funda el Principat d'Astúries, títol inaugurat per l'infant N'Enric, fill d'aquell, i que des d'aleshores correspondrà als successors al Regne de Castella (i actualment, al Regne d'Espanya); Oviedo esdevé, llavors, la capital del Principat. Alhora sorgiria la Junta General del Principat d'Astúries, institució de dret públic que com Junta de Conceyus va funcionar amb caràcter permanent al Principat d'Astúries des de mitjan segle xv fins a 1834, any que es va donar pas a les Diputacions Provincials.
Durant l'edat moderna va haver una immobilització econòmica a causa de l'aïllament geogràfic. A la darreria del segle xviii la ciutat va començar a experimentar una vida cultural prou alta, en la qual va destacar la figura de Feijoo. Es va crear la Societat Econòmica d'Amics del País que va arribar a ser un grup amb un cert prestigi cultural i influència política.
Al començament del segle xix els habitants d'Oviedo van ser dels primers espanyols a rebutjar la invasió francesa, i el 9 de maig de 1808 van iniciar l'alçament d'Astúries per a defensar la independència espanyola, a la qual van dedicar una placa commemorativa al primer centenari de l'històric esdeveniment. Va ser l'escenari d'enfrontaments entre absolutistes i liberals. La decisió va ser presa per la Junta General del Principat en la nit del 23 al 24 de maig de 1808, obligada per la pressió popular. Les tropes franceses van ser rebutjades, després de tenir sotmesa la ciutat durant un any.
El 1934 va, tenir esdeveniments bèl·lics durant la revolució del 6 d'octubre, protagonitzada pels miners de la Conca —descontents amb les seues condicions de vida—, que deixen assolada bona part de la ciutat; resulten incendiats, entre altres edificis, el de la Universitat, la biblioteca de la qual guardava fons bibliogràfics d'extraordinari valor que no es van poder recuperar, o el teatre Campoamor. La Cambra Santa de la Catedral, per altra banda, va ser dinamitada.
Durant l'aixecament militar de 1936 que va donar lloc a la Guerra d'Espanya, la ciutat es va adherir al bàndol rebel del futur dictador Franco, sota el comandament del coronel Aranda, romanent assetjada per les tropes lleials a la República, fins que les tropes il·legals dels rebels franquistes la van ocupar el mes d'octubre de 1937. La ciutat quedà reduïda pràcticament a cendres.
Als habitants d'Oviedo se'ls diuen familiarment carbayones i tenen un pastís típic que es diu carbayón. El carbayu és un roure, arbre sagrat pels antics àsturs i càntabres. Per «el Carbayón» es coneixia popularment un arbre centenari situat al carrer Uría (a boca del Paseo de los Álamos) fins que l'any 1879 va ser desarrelat per a fer l'eixample cap a l'estació de tren. En desgreuge d'aquest fet, el 1950, el municipi va plantar un altre roure prop del teatre Campoamor i al lloc on hi havia el Carbayón es va col·locar en la vorera una placa commemorativa.

## Geografia

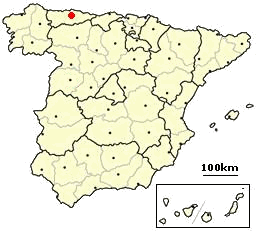
Ubicació d'Oviedo dins d'Espanya.

El municipi se situa en la zona central del Principat d'Astúries, entre 80 i 708 metres sobre el nivell del mar. Limita al nord amb Les Regueres i Llanera; al sud amb Santo Adriano, La Ribera i Mieres; a l'oest amb Grado i a l'est amb Siero i Llangréu.
És regat pels rius Nalón, Narcea, Nora i Trubia.

## Població

### Evolució de la població
La població va créixer sense parar durant tot el segle xx fins tot just la segona meitat de la dècada dels anys 90. Aquesta situació va canviar amb el començament del nou segle i actualment la població torna a créixer, si bé és veritat que ho fa amb l'aportació principal d'habitants provinents d'altres municipis asturians i estrangers, ja que la diferència entre la taxa de defuncions (11,77‰) i la de naixements (6,91‰) era negativa el 2004.
| Any                                             | Ciutat  | Municipi | Any  | Ciutat  | Municipi |
| 1787*                                           | 6.491   |          | 1996 |         | 200.049  |
| 1857                                            | 14.156  | 31.933   | 1997 |         | s/d      |
| 1887                                            | 18.614  |          | 1998 |         | 199.549  |
| 1900                                            |         | 48.103   | 1999 |         | 200.453  |
| 1910                                            |         | 53.269   | 2000 | 183.524 | 200.411  |
| 1920                                            |         | 69.375   | 2001 | 184.374 | 201.005  |
| 1930                                            |         | 75.463   | 2002 | 186.463 | 202.938  |
| 1940                                            | 51.410  | 82.548   | 2003 | 191.231 | 207.699  |
| 1950                                            | 71.598  | 106.002  | 2004 | 193.274 | 209.495  |
| 1960                                            | 91.550  | 127.058  | 2005 | 196.156 | 213.782  |
| 1970                                            | 130.021 | 154.117  |      |         |          |
| 1981                                            | 168.315 | 190.123  |      |         |          |
| 1991                                            |         | 204.276  |      |         |          |
| * Font: Jovellanos, dada sense valor estadístic |         |          |      |         |          |

### Divisió administrativa
El municipi d'Oviedo es divideix en 30 parròquies que es llisten tot seguit, juntament amb la població a data d'1 de juny de 2005.
| Parròquia | Població | Parròquia      | Població | Parròquia    | Població |
| Agüeria   | 823      | Lloriana       | 271      | Piedramuelle | 531      |
| Bendones  | 214      | Manxoya        | 986      | Pintoria     | 67       |
| Box       | 1006     | Santolaya      | 205      | Priorio      | 428      |
| Brañes    | 77       | Naranco        | 93       | Puerto       | 228      |
| Caces     | 289      | Naves          | 98       | San Cloyo    | 2512     |
| Cruces    | 985      | San Pedru Nora | 114      | Santianes    | 90       |
| Godos     | 760      | Olloniego      | 1170     | Sograndio    | 392      |
| Llatores  | 696      | Oviedo         | 198369   | Trubia       | 1839     |
| Lliñu     | 354      | Pando          | 129      | Udrión       | 149      |
| Llimanes  | 836      | Pereda         | 196      | Villaperi    | 373      |

## Arquitectura religiosa
- Catedral de Sant Salvador, obra fonamentalment gòtica, construïda entre els segles xiv i xvi, amb capella i deambulatori afegits posteriorment d'estil barroc.
- Monestir de San Vicente, és el bressol de la ciutat. Molt modificat i ampliat amb el pas del temps, l'església, avui parròquia de Santa Maria la Real de la Cort, i el claustre, avui Museu Arqueològic, són del segle xvi.
- Monestir de San Pelayo, fundat per Alfons II, l'edifici actual és d'estil barroc del segle xvii.
- Església de San Isidor, construïda pels jesuïtes al segle xvii, com a part del desaparegut Col·legi de Sant Maties el solar del qual està ocupat pel Mercat del Fontán.
- Església de San Juan el Real, d'estil neoromànic, construïda al començament del segle xx. Per la grandària i presència se la coneix com la catedral de l'Eixample.

### Cambra Santa
La Cambra Santa d'Oviedo és una capella dins del conjunt arquitectònic de la Catedral que va ser declarada Patrimoni de la Humanitat el 1998. De cronologia discutida, estilísticament sembla obra del temps del rei Alfons II d'Astúries el Cast, primera meitat del segle ix, encara que per la documentació existent sembla més plausible que fos manada construir pel rei Alfons III d'Astúries el Magne en l'últim terç del segle ix. Des de l'inici va servir per a custodiar el tresor i relíquies catedralícies, funció que continua mantenint.

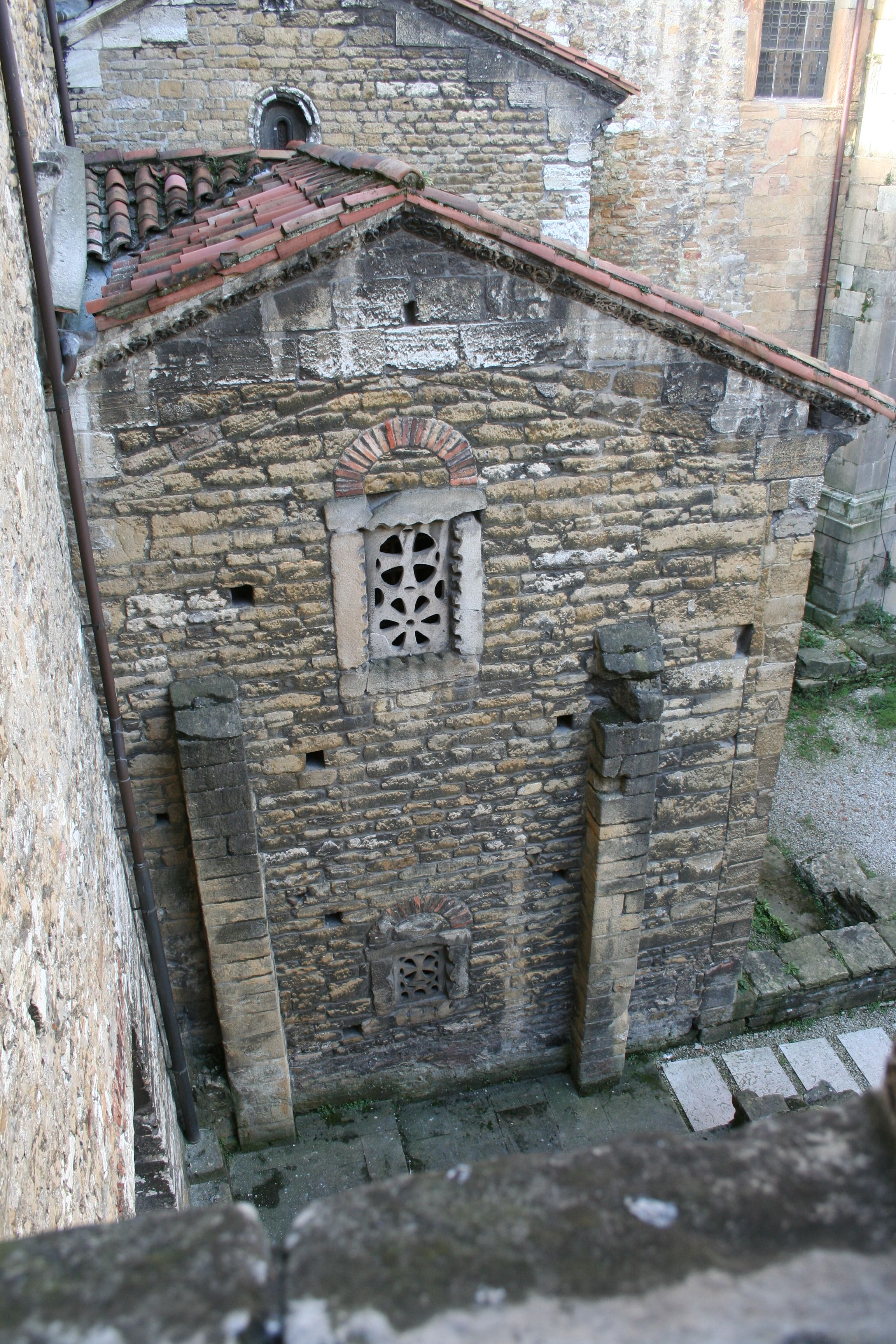
Imatge exterior de la Cambra Santa i la cripta de Santa Leocadia. Podem veure les dues gelosies, la superior corresponent a la cambra santa o capella de san Miguel i la inferior pertanyent a la cripta de Santa Leocadia.

S'articula en dues capelles superposades i sense comunicació entre elles. La capella inferior, anomenada Cripta de Santa Leocadia, i la superior o Capella de San Miguel.
La cripta de Santa Leocàdia és de forma rectangular rematada amb una volta de canó d'una altura de 2.30 metres. L'espai està dividit en dos, a l'entrada hi ha la nau i al fons el presbiteri on es troba l'altar. Al sòl de la nau es troben tres tombes excavades a terra, orientades est-oest i perpendiculars a les entrades. Dues d'aquestes tres tombes estan cobertes per làpides profusament llaurades, la tercera manca de qualsevol tipus de llosa. El presbiteri al fons, conserva el paviment original i l'altar major consisteix en un gran bloc de pedra que descansa sobre la tomba de Dulcidio. A la paret hi ha una finestra amb una creu grega.
La capella de San Miguel presenta una planta rectangular formada per tres zones ben diferenciades:
Avantcambra: o l'entrada de la capella, tant l'actual com la primitiva que queda a l'esquerra de l'entrada.
Nau: Va patir diverses remodelacions, el sostre primitiu de fusta es va retirar al segle xvi per una volta de canó i es va rebaixar l'altura dels murs exteriors.
Presbiteri: En aquesta zona tancada per una reixa es troben les relíquies. D'aquestes relíquies es pot destacar: la Creu dels Àngels, la Creu de la Victòria, el Cofre de les Àgates, dels segles IX i X, i l'Arca Santa on es guardava la relíquia més important de la diòcesi, el Sant Sudari, ara guardat en un reliquiari a part.
A l'interior es pot destacar una col·lecció d'escultures romàniques que són considerades com una de les obres cims d'aquest període. Són sis parelles d'estàtues que formen un apostolat i que estan situades en les quatre cantonades i una a cada costat als murs a mitjana distància de les cantonada. En la remodelació del sostre de la nau també es va decorar amb imatges tallades en els arcs torals

### Testera de San Tirso

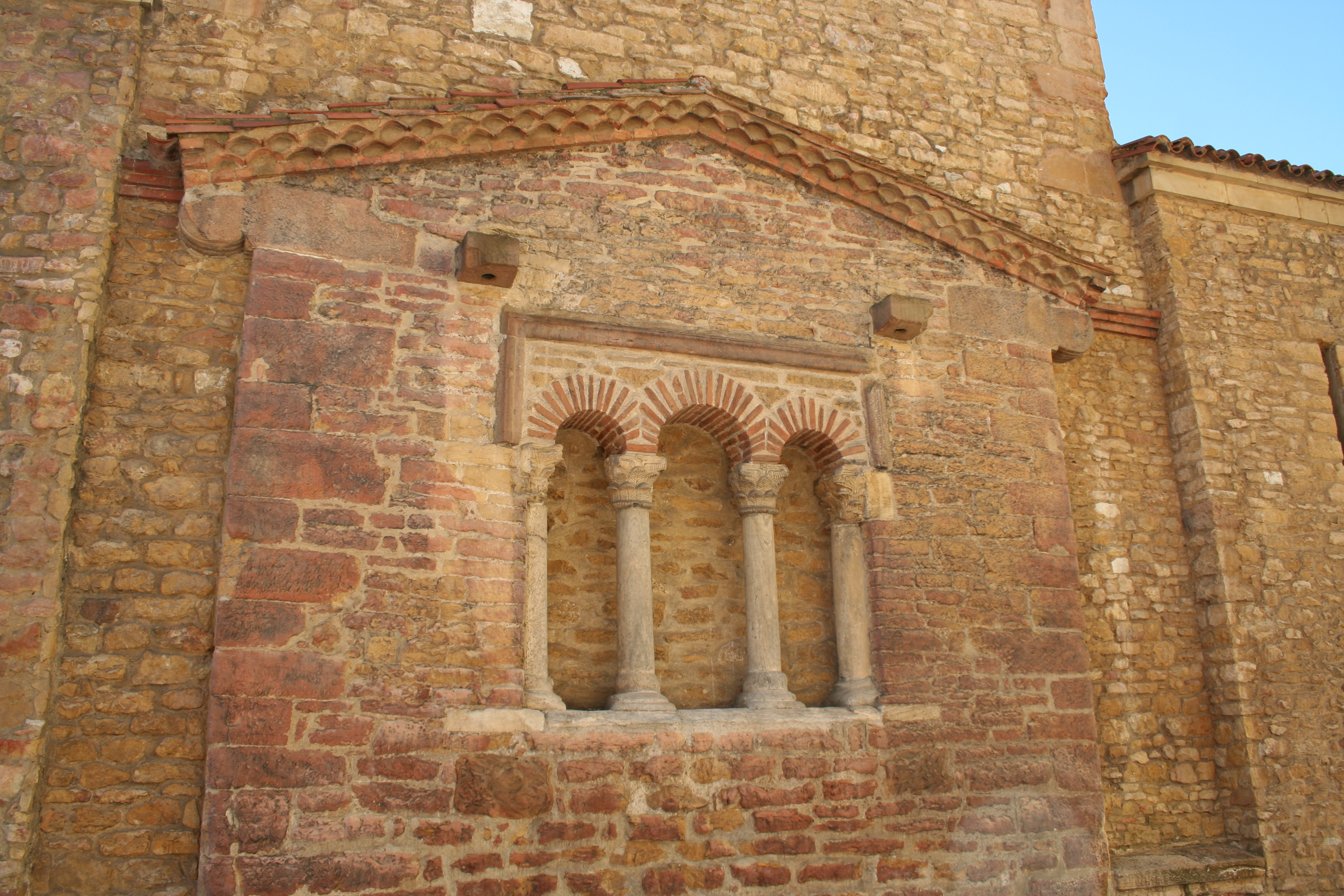
Testera de San Tirso

L'església de Sant Tirso va ser construïda per encàrrec d'Alfons el Cast al segle ix, molt modificada en segles posteriors, de manera que només queda la testera de la construcció original.

### San Julián de los Prados

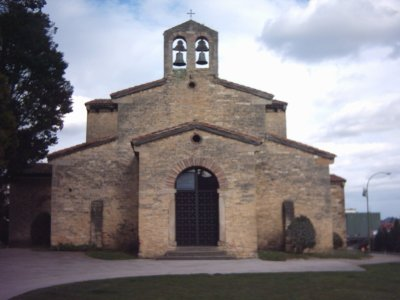
San Julián de los Prados

L'església de San Julián de los Prados és de primeria del segle ix, manada construir per Alfonso II. L'interior està decorat amb pintures al fresc que es conserven pràcticament intactes i que constitueixen una de les més importants mostres de pintura preromànica d'Europa.

### Santa María del Naranco

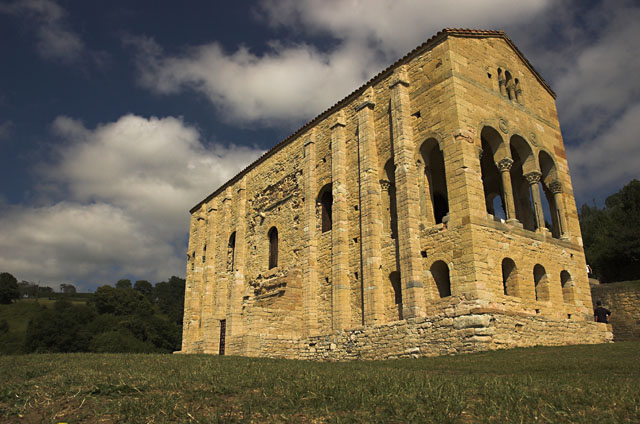
Santa María del Naranco

L'església de Santa María del Naranco es va construir com a palau del segle ix pel rei Ramir I d'Astúries, a la propera Muntanya Naranco a la vista de la ciutat. Al segle xii va ser transformat en església.

### San Miguel de Lillo

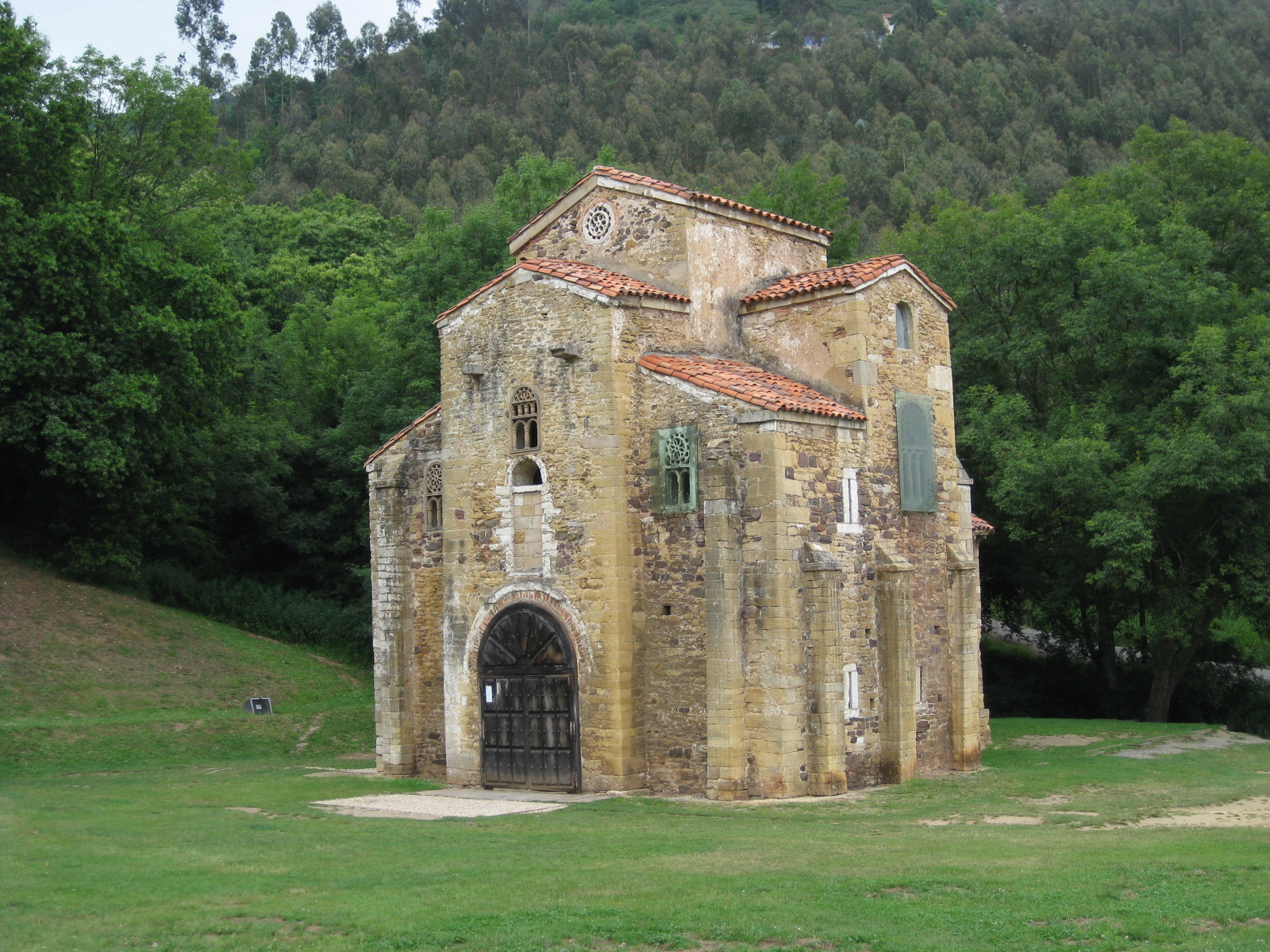
San Miguel de Lillo

San Miguel de Lillo fou manada construir, cap al 842, pel rei Ramiro I a la Muntanya Naranco. Es troba a escassos metres de Santa Maria del Naranco. Possiblement és l'església que Ramiro va fer construir al costat dels seus palaus, com a església de palau.
Tenia a l'inici una planta basilical de tres naus, però només se'n conserva una tercera part de la longitud original, perquè durant el segle xiii o principi del segle xiv es va quedar en ruïnes possiblement a causa de les males condicions del sòl. Es conserva únicament el vestíbul i l'arrencada de les tres naus. Sobre el primer es troba la tribuna reial, flanquejada a banda i banda per dues petites estances

#### Arquitectura civil
- Casa de la Rúa: casa-palau de final del segle xv, únic edifici civil supervivent de l'incendi de 1521.
- Universitat d'Oviedo: fundada a la darreria del segle xvi per l'arquebisbe Fernando Valdés Sales, Inquisidor general de les Espanyes. Va obrir les portes el 1608.
- Ajuntament: construït al segle xvii, és un edifici de tres plantes i una planta baixa porticada amb arc central realitzat sobre la Porta de Cimadevilla i que aprofita com a suport la vella muralla de la ciutat.
- Palau de Valdecarzana-Heredia: barroc de començament del xvii, avui seu de l'Audiència Provincial d'Astúries.
- Palau de Malleza-Toreno: barroc de final de segle xvii, avui seu del Real Institut d'Estudis Asturians.
- Palau de Camposagrado: barroc tardà de començament del segle xviii, avui seu de Tribunal Superior de Justícia d'Astúries.
- Palau del Marquès de San Feliz: construït al començament del segle xviii, també d'estil barroc tardà.
- Palau de Velarde: de final del segle xviii. Alberga el Museu de Belles Arts d'Astúries.
- Antic Hospici: del segle xviii, té una façana d'estil barroc rematada per un gran escut i una capella octogonal.
- Teatre Campoamor: inaugurat el 1892 i batejat així en honor del poeta Ramón de Campoamor a iniciativa de Leopoldo Alas «Clarín», en aquell moment regidor de l'ajuntament. Entre altres coses és famós per ser l'escenari on es lliuren els Premis Príncep d'Astúries.
- Palau de la Junta General del Principat d'Astúries: construït al començament del segle xx, sobre el solar de l'antic Convent de Sant Francesc.
- Auditori-Palau de Congressos Príncep Felip: és obra de l'arquitecte Rafael Beca i va ser inaugurat el 1999. Està construït sobre els antics dipòsits d'aigua de la ciutat, aixecats el 1846, i dels quals s'ha conservat l'estructura.
- Palau de Congressos d'Oviedo: obra de l'arquitecte Santiago Calatrava, obert parcialment el 2008, i posteriorment l'auditori al maig de 2011.

### Escultura urbana

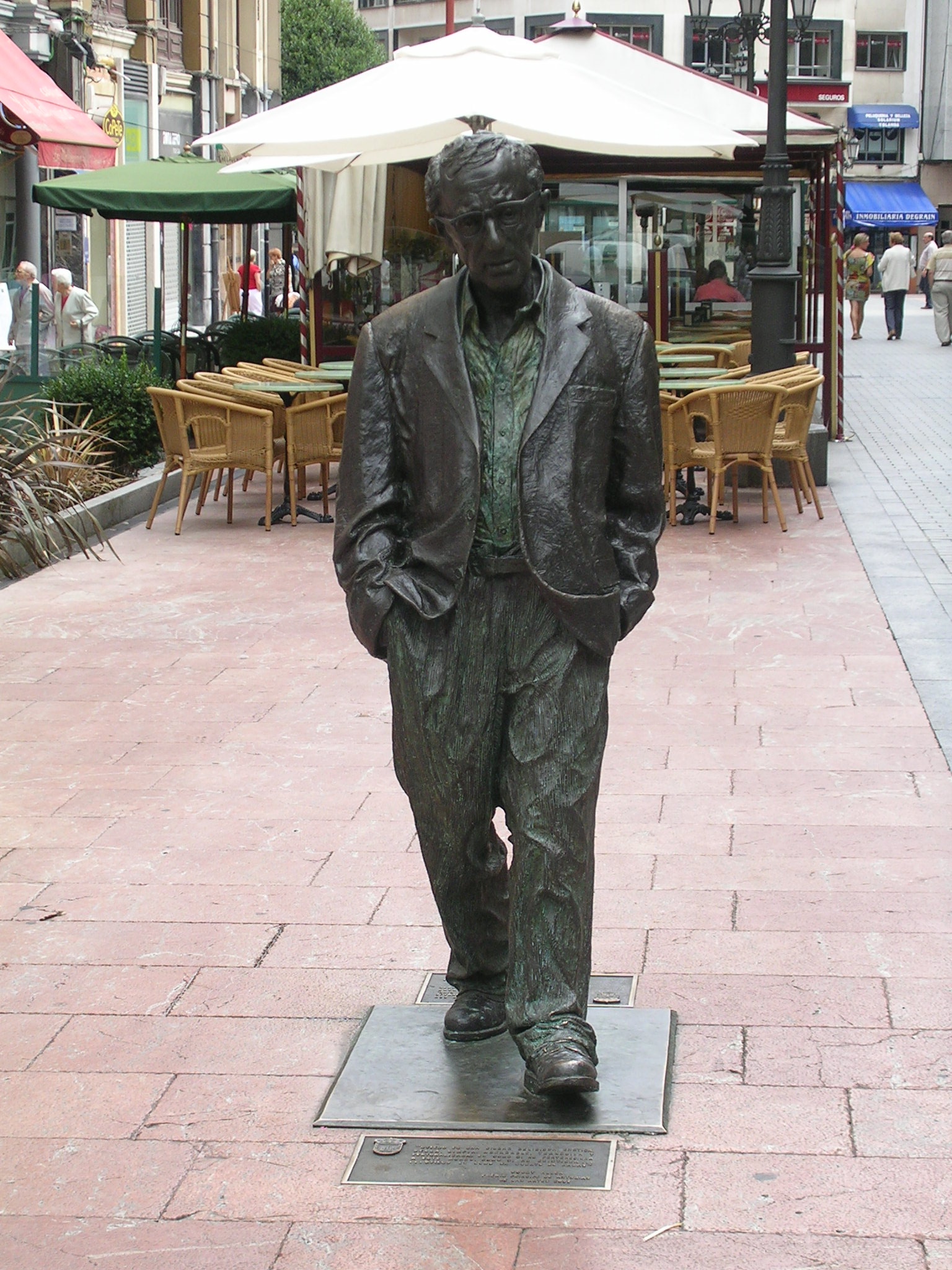
Estàtua a Woody Allen a Oviedo

El paisatge urbà es veu completat amb obres escultòriques, generalment monuments commemoratius dedicats a personatges d'especial rellevància en un primer moment, i més purament artístiques des de la fi del segle xx. Cal destacar especialment l'homenatge que la Junta General del Principat d'Astúries li va fer a 1798, encara en vida, l'il·lustrat Gaspar Melchor de Jovellanos, aixecant el primer monument d'una persona sotmesa a Espanya. El Monument a Jovellanos es pot veure al Carrer Jovellanos en un costat del Monestir de Sant Pelayo.
Al Campo de San Francisco es poden veure nombrosos homenatges col·locats a principi del segle xx. El més destacat és el monument a José Tartiere y Lenegre, impulsor de la industrialització d'Astúries, obra dels escultors Oviedo Víctor Hevia Granda i Manuel Álvarez Laviada a 1933. Un altre homenatge important és el dedicat a Leopoldo Alas, obra dels mateixos autors el 1931. El Campo de San Francisco alberga també un gran bust de Sabino Fernández Campo, obra de Víctor Ochoa Sierra. Un dels homenatges més visitats des de la instal·lació el 2005 és l'estàtua a mida natural de Woody Allen que li va ser dedicada després dels elogis que Allen va dedicar a la ciutat després quan va rebre el Premi Príncep d'Astúries de les Arts el2002.
Altres obres, més purament artístiques, de diversos autors són disperses per tota la ciutat. Es poden destacar:  El regreso de Williams B. Arrensberg ,  Culis monumentalibus  i  Els llibres que ens uneixen , aquesta última com a homenatge al filòleg Emilio Alarcos Llorach, obres d'Eduardo Úrculo,  Monumento a la Concordia  i  Afrodita II  d'Esperanza d'Ors,  El destre  i  Tors de Fruela I  de Miguel Ortiz Berrocal,  Amics  de Santiago de Santiago i  La Maternitat  de Fernando Botero. També hi ha obres que engalanen la ciutat tot i que es desconeix amb exactitud qui en va ser l'autor o quan es van inaugurar, com pot ser entre altres el cas de l'escultura en homenatge a l'enginyer Enrique Lafuente Gutiérrez.

### Font de Foncalada

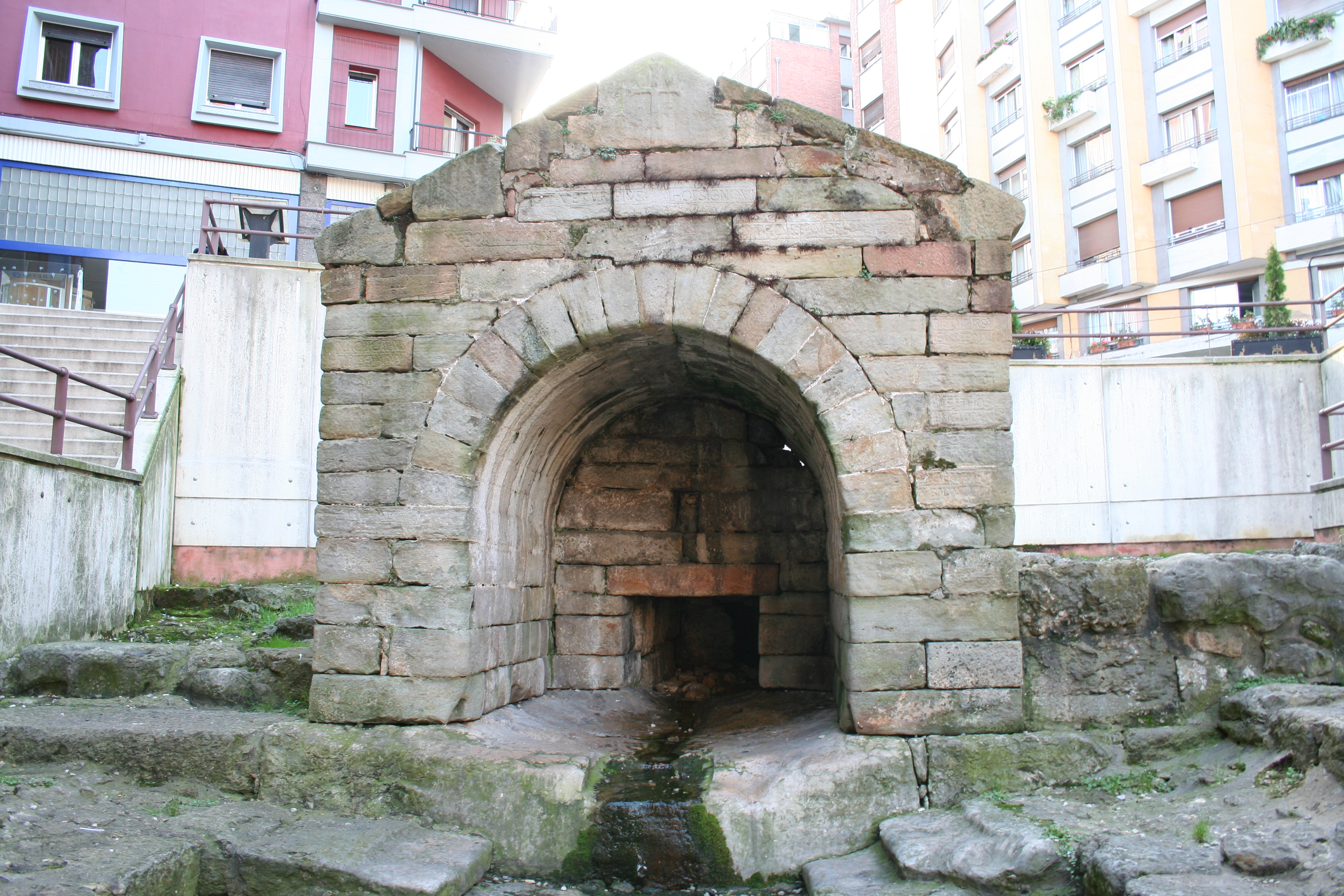
Font de Foncalada

La font de Foncalada és una font d'aigua potable construïda per ordres del rei asturià Alfons III el Magne el segle ix. Dins de l'art preromànic asturià és l'únic exemple d'aquesta classe conservat fins als nostres dies, a més de l'únic vestigi o resta de construcció amb finalitat d'utilitat pública de l'alta edat mitjana dins de la ciutat. És considerat el monument civil en ús continuat més antic d'Espanya.
Arquitectònicament la font és de planta rectangular d'aproximadament quatre metres d'ample amb coberta a dues aigües, en forma de templet, amb una obertura central i un arc de mig punt amb perfectes dovelles que l'emmarca. Aquest espai amb volta de canó allotja la font. Tot això construït amb carreus i amb un frontó triangular.

## Ovetensos il·lustres
- Sabino Fernández Campo, militar i cap de la Casa del Rei (1918)
- Antonio Lobato, periodista i locutor de ràdio (1965).
- Ana García-Siñeriz, presentadora de TV (1965)
- Letizia Ortiz Rocasolano, Reina d'Espanya (1972)
- Melendi, cantant (1979)
- Fernando Alonso, pilot de Fórmula 1 (1981)
- Agustín Marina, batlle de Castelldefels (de 1979 a 2002)